# Meiste
Meiste ist ein Stadtteil der Stadt Rüthen im Kreis Soest in Nordrhein-Westfalen. Am 31. Dezember 2021 hatte die Ortschaft 343 Einwohner.

## Geschichte
Um 1178 wurde der Ort erstmals als „Miste“ erwähnt. Die Pfarrei Meiste wurde im Jahre 1191 gegründet. Im Jahr 1191 erwähnt Christoph Brandis die „Milites“, Ritter aus Miste und nennt die Familie von Bruerdinghausen (auch Bruwerdinghausen und von Bruwerdinchusen): „haeredes et milites in Miste condicti“ und gibt dann folgende Nachrichten; Bertram und Anselm seien 1178 bei der Gründung der Stadt gewesen, hätten auch viele „Beneficia“ dem Gotteshause in Miste zukommen lassen. „Sie hätten die Befestigung der Stadt trefflich befördern helfen, wie ihr insigne noch damals zwischen der Oester "Harchporten" an der Stadtmauer zweifach anzeigete.“ Zu den Ereignissen im Jahre 1191 schreibt Brandis weiter: „Bertramus miles. anselmus fratres de Bruerdinckhusen: 1191. Andreas. Anselmus milites de Miste. fratres de Bruerdinghusen.“
Michael Stappert (auch Michael Stapirius), wurde vermutlich um 1585 bis 1590 in Meiste geboren († 1663 in Grevenstein), war ein deutscher Pfarrer und Gegner der Hexenverfolgung. Er verfasste den Brillen-Traktat, der erst 1676 durch den Amsterdamer Bürger Hermann Löher in dessen Buch Hochnötige Unterthanige Wemütige Klage Der Frommen Unschültigen veröffentlicht wurde. Er war bis 1621 Pfarrer in der sauerländischen Stadt Hirschberg (Warstein). An sein Wirken erinnert das Michael-Stappert-Haus und ein Bronzerelief am Hexenturm in Rüthen.

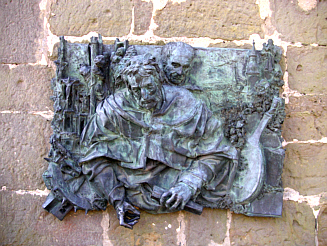
Rüthen Hexenturm, Bronzerelief von 1991 vom Bildhauer Bert Gerresheim, für Friedrich Spee und Pfarrer Michael Stappert

Die Kirche St. Ursula in Meiste

Im 17. Jahrhundert wurden drei Mitglieder der Familie Eickhoff aus Meiste als Zauberer und Hexen in Rüthen hingerichtet. 1655 wurde Grete Adrian Opfer der frühneuzeitlichen Hexenverfolgung in Rüthen.
Freunnd Happen (* ?; † ?) aus Meiste war Angeklagter während der Hexenverfolgungen. Er wurde am 19. Juli 1660 von Bürgermeister und Rat der Stadt Rüthen wegen des Verdachtes des Lasters der Zauberei in seinem Haus gefangen genommen und an das Gericht in der Stadt übergeben. Freunnd Happen trotzte der Folter und schaffte es, keinen Menschen zu denunzieren.
Nach zwei Monaten Haft und dreimaliger schwerster Folter wurde Freunnd Happen am 23. September 1660 freigesprochen.
1736 wurde die St.-Ursula-Kirche errichtet
Im Jahre 1911 wurde der Ort Miste in Meiste umbenannt. Seit der Gemeindereform, die am 1. Januar 1975 wirksam wurde, ist Meiste aufgrund § 50 Münster/Hamm-Gesetz ein Stadtteil von Rüthen.

### Bevölkerungsentwicklung
- 1861: 398 Einwohner
- 1939: 407 Einwohner
- 1950: 519 Einwohner
- 1961: 375 Einwohner
- 1970: 383 Einwohner
- 1974: 396 Einwohner
- 1975: 396 Einwohner
- 2000: 342 Einwohner
- 2007: 412 Einwohner
- 2011: 400 Einwohner
- 2013: 389 Einwohner
- 2014: 375 Einwohner
- 2021: 343 Einwohner[1]

## Wirtschaft und Infrastruktur

### Wirtschaft
Einer der größten Arbeitgeber in der Region liegt direkt in Meiste. Die MeisterWerke Schulte sind ein holzverarbeitendes Unternehmen mit fast 800 Beschäftigten.

### Verkehr
Eine Busverbindung der Westfalenbus GmbH, die Linie 673 von Rüthen nach Oestereiden, fährt durch Meiste.

### Öffentliche Einrichtungen
- Kindergarten mit einer Gruppe und insgesamt 55 Plätzen.
- Freiwillige Feuerwehr Löschgruppe Meiste
- Am Kirchenhaus Nachmittagsspielen für Jugendliche jeden Dienstag.

## Vereine
- Landfrauen Meiste/Kneblinghausen/Hemmern
- TTC Meiste
- Frauengemeinschaft  KFD Meiste
- St. Sebastian Schützenbruderschaft Meiste von 1738 e. V.
- MFC Meiste (Meister Faschings Club)
- Jagdgenossenschaft Meiste
- Feuerwehr LG Meiste
- Kameradschaft ehemaliger Soldaten Meiste

## Naturschutzgebiet Kalkmagerrasen bei Rüthen-Meiste
Nordwestlich von Meiste liegt an Kreisstraße K 45 nach Hemmern das Naturschutzgebiet Kalkmagerrasen bei Rüthen-Meiste.